# Nagai Naokatsu
Nagai Naokatsu est un nom japonais traditionnel ; le nom de famille (ou le nom d'école), Nagai, précède donc le prénom (ou le nom d'artiste).
Nagai Naokatsu (永井 直勝, 1563-5 mars 1625) est un daimyo de l'époque Azuchi Momoyama au début de l'époque d'Edo, vassal de Tokugawa Ieyasu, d'abord au service de Nobuyasu, le fils de Ieyasu.
Après l'exécution de Nobuyasu, Naokatsu quitte le service des Tokugawa, mais revient plus tard et sert à la bataille de Nagakute en 1584. Il se distingue à Nagakute où il tue lui-même le général ennemi Ikeda Nobuteru. En reconnaissance de son service, il reçoit le domaine de Kasama (province de Hitachi) après avoir participé à la campagne d'été d'Osaka durant 1615 puis est ensuite transféré au domaine de Koga (Shimōsa) sept ans plus tard.
Naokatsu décède en 1625 à l'âge de 63 ans et son fils ainé Naomasa lui succède. Les descendants de Naokatsu dirigent finalement le domaine de Kanō dans la province de Mino où ils restent jusqu'à la restauration de Meiji.

## Source de la traduction
- (en) Cet article est partiellement ou en totalité issu de l’article de Wikipédia en anglais intitulé « Nagai Naokatsu » (voir la liste des auteurs).